# Redlichia
Redlichia — рід трилобітів родини Redlichiidae, що існував у пізньому кембрії (516—506 млн років тому). Рештки різних видів знайдені в морських нижньокембрійських відкладеннях (тойонський ярус) в Китаї, Кореї, Пакистані, Гімалаях, Ірані, Іспанії, Південному Сибіру та Антарктиді, а також з середньокембрійських морських відкладеннях Австралії (ордіанський ярус).

## Опис
Це дуже великі трилобіти, завдовжки до 35 см. Екзоскелет плоский, яйцеподібної форми. Цефалон напікруглий, сягає 1/3 довжини тіла. З боків цефалона відходять довгі шипи, які протягуються назад та йдуть паралельно середини тіла. Груди складаються з 11-17 сегментів.